# Râul Turț
Râul Turț este un râu afluent al râului Tur. 